# Celastrina cyma
Celastrina cyma är en fjärilsart som beskrevs av Lambertus Johannes Toxopeus 1927. Celastrina cyma ingår i släktet Celastrina och familjen juvelvingar. Inga underarter finns listade i Catalogue of Life.